# Scania 3-serie (buss)
Scania 3-serie är en serie bussar och busschassin tillverkade av Scania. Serien är efterträdare till 2-serien. Tillverkningen började 1988 och avslutades 1999.

## Busschassin i serien

### Frontmotorchassinmed motorn framför framaxeln
- Scania F93
- Scania F113

### Frontmotorchassin med motorn ovanpå framaxeln
- Scania S113

### Bakmotorchassinmedlängsmonteradoch stående motor
- Scania K93
- Scania K113

### Bakmotorchassin med längsmonterad och 60° lutande motor
- Scania L113

### Bakmotorchassin medtvärställd motor
- Scania N113

## Helbyggda bussar i serien
- Scania CK113
- Scania CL113
- Scania CN113